# Ber Groosjohan
Bernardus „Ber“ Groosjohan (* 16. Juni 1897 in Rotterdam; † 5. August 1971 ebenda) war ein niederländischer Fußballspieler. Er nahm an zwei olympischen Fußballturnieren teil und gewann 1920 die Bronzemedaille.

## Verein
Groosjohan spielte auf Vereinsebene in seiner Geburtsstadt für die Volharding OC.

## Nationalmannschaft
Zwischen 1920 und 1924 bestritt Groosjohann 14 Länderspiele für die Niederlande, in denen er fünf Tore erzielte.
Bei den Olympischen Spielen 1920 in Antwerpen erzielte er bei seinem Debüt in der Nationalmannschaft im Spiel gegen Luxemburg zwei der drei Tore für die Niederlande. Gleiches gelang ihm einen Tag später beim 5:4 gegen Schweden. Seinen fünften Treffer im Verlauf des Turniers erzielte er im Spiel um Platz 2 und 3 gegen Spanien. Aufgrund der 1:3-Niederlage gewannen die Niederlande die Bronzemedaille. Groosjohan belegte mit fünf Toren hinter dem Schweden Herbert Karlsson und dem Tschechoslowaken Antonín Janda den dritten Platz in der Rangliste der besten Torschützen des Turniers.
Vier Jahre später stand er bei den Olympischen Spielen 1924 in Paris erneut im niederländischen Aufgebot. Im Verlauf des Turniers bestritt er drei Spiele, in denen er ohne Torerfolg blieb. Die 1:2-Niederlage gegen den späteren Olympiasieger Uruguay war zugleich sein letztes Länderspiel. In den beiden Partien um die Bronzemedaille gegen Schweden kam er nicht mehr zum Einsatz.